# Louis Corlet
Louis Corlet, né à Paris le 29 juin 1897 et mort le 18 mars 1973 à Reims, est un athlète français spécialiste des courses de fond.

## Biographie
Louis Émile Corlet est le fils de François Juste Corlet et de Anne Marie Françoise Fredoueille.
Il est champion de France de cross en 1921 et champion de France du 10 000 mètres en 1921, 1922 et 1923.
Électricien de profession, il épouse en 1922, Georgette Berthe Guyot (1903-1965), François Quilgars est le témoin majeur.
Il est mort en 1973, à l'âge de 75 ans.